# Continuerò
Continuerò è un album del cantautore italiano Enzo Gragnaniello, pubblicato nel 1996.

## Tracce
1. Continuerò – 4:05
2. Hei Marì – 3:50
3. Quanto vale – 3:51
4. Questi siamo noi – 3:11
5. Mondi blu – 4:28
6. Albarosa – 3:40
7. Cercando il sole – 4:05
8. Tu non mi hai detto – 4:09
9. Stringi di più – 2:19
10. Un mondo che non c'è – 4:48
11. Tutto è possibile – 4:18
12. Le piogge – 3:41